# Indvielseskors
Indvielseskors, viekors eller konsekrationskors er ofte et hjulkors, som maledes på væggene på de steder, hvor bispen ved kirkens indvielse stænkede vievand på væggen 12 steder svarende til de 12 disciple; undertiden indhugges der også fem indvielseskors i alterbordet, som symbol på Kristi fem sår.